# Mini-MAX (航空機)
Mini-MAX
1550V V-MAX
- 用途：ホームビルト機
- 設計者：Wayne Ison（英語版）
- 製造者：Team Mini-Max（英語版）
- 初飛行：1984年
- 生産数：1802機以上
- 運用開始：1984年
- 運用状況：生産中
- サブタイプ：JDT Hi-MAX（英語版）

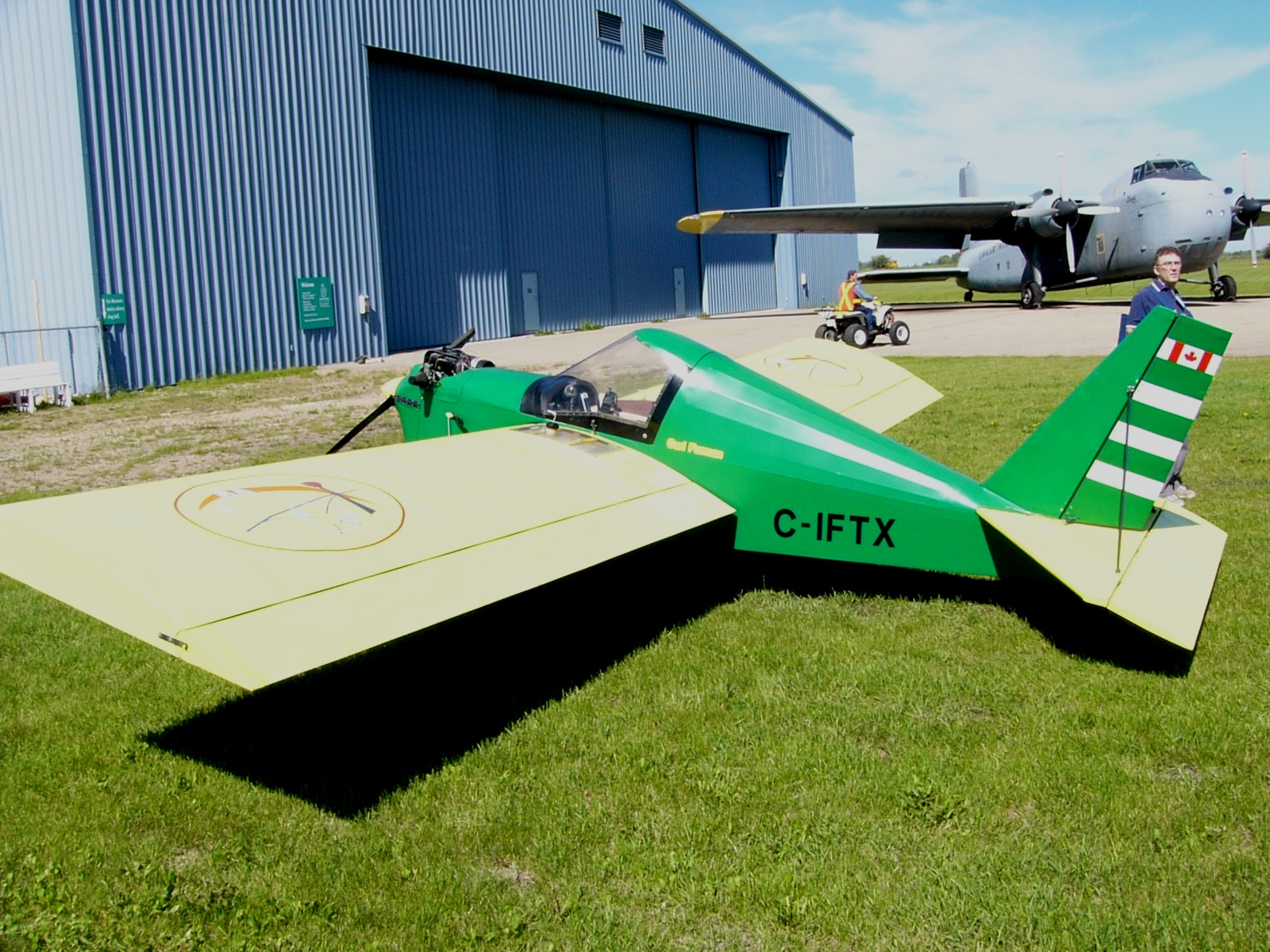
TEAM 1600R Sport

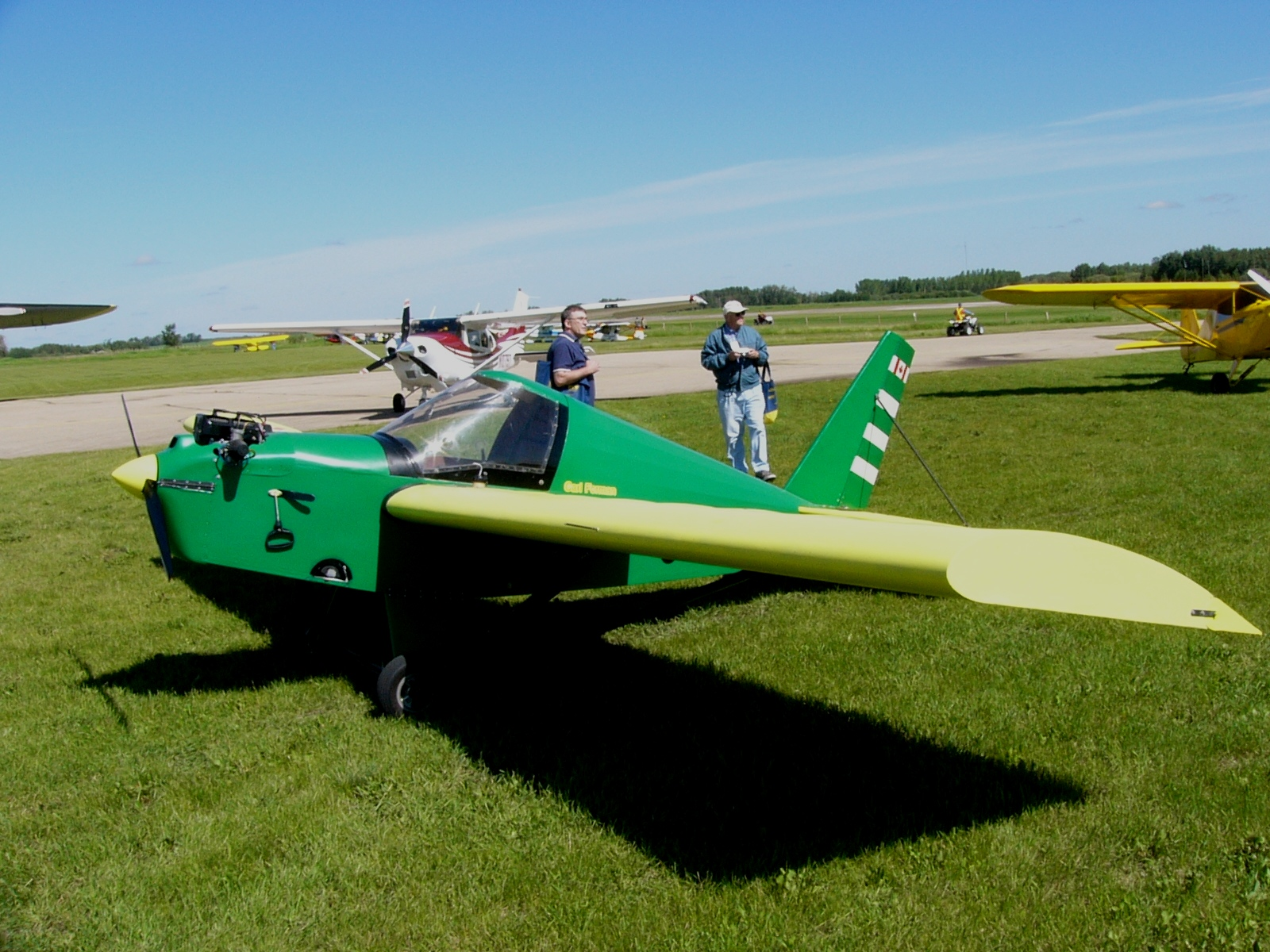
TEAM 1600R Sport

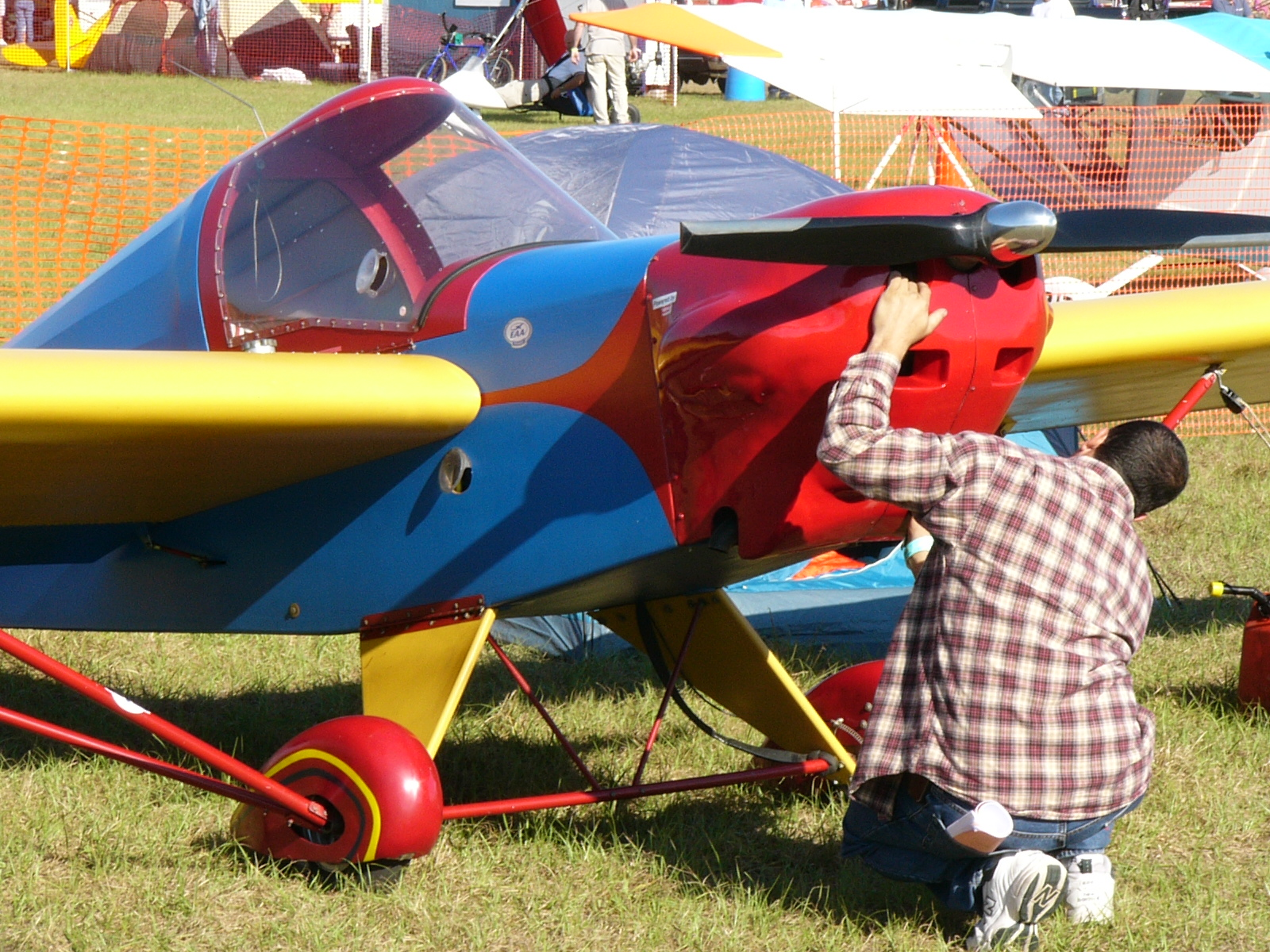
TEAM 1300Z Z-MAX

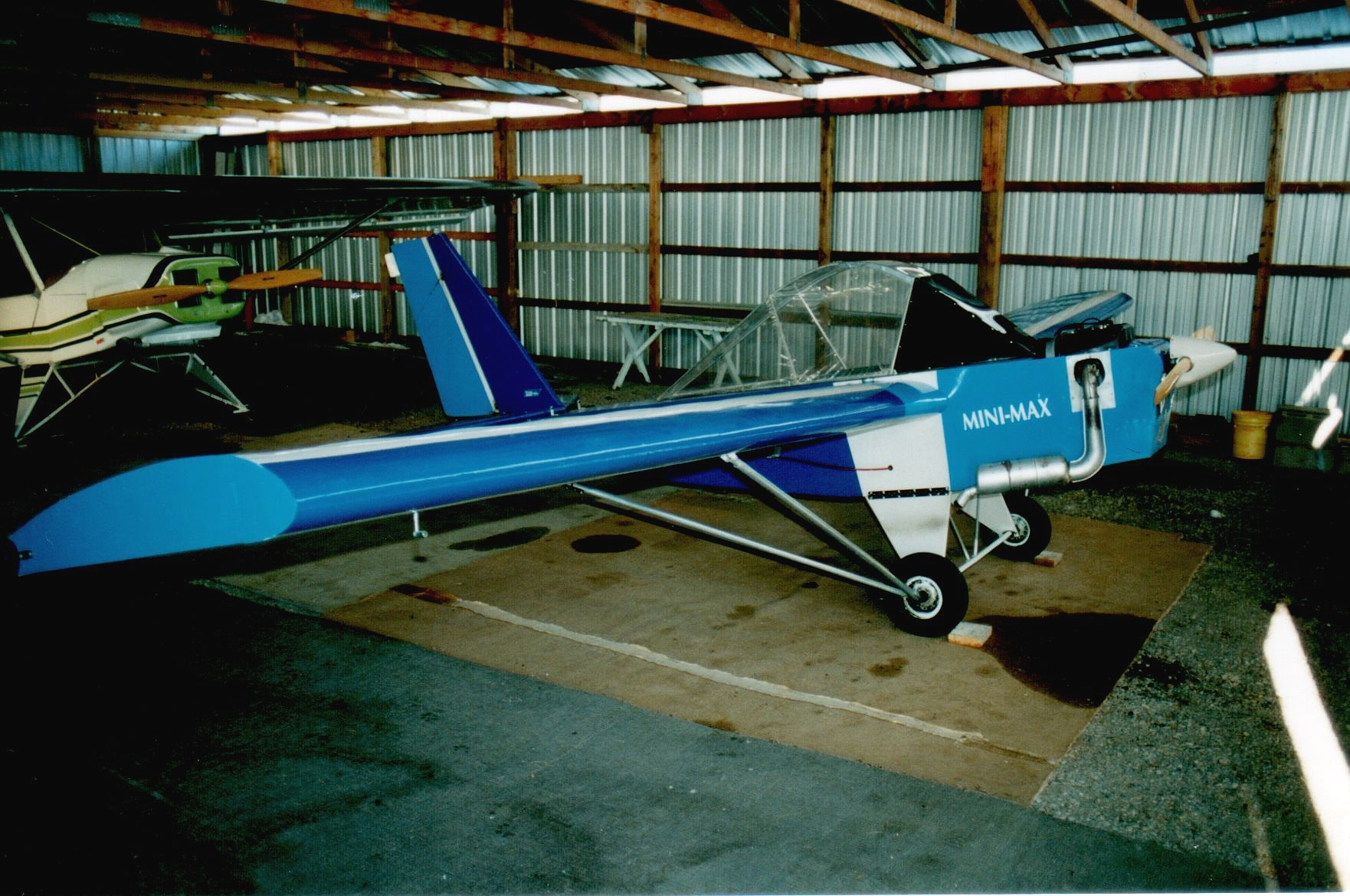
1100R Mini-MAX

Mini-MAX(ミニ-マックス)は、ホームビルト機向けにキットで提供されるストラット支持中翼単座単発機の製品ファミリー。最初のMini-MAXは1984年に初飛行した。本機の名称は、「最小限の製作スペース、製作時間、工作スキルで製作できる最小コストの機体でありながら、最大限の楽しみと性能を提供する」という当初の設計目標を示している。

Mini-MAXファミリーは、当初、テネシー州ブラディービルのTEAM Incorporatedで製造されていた。TEAM Incorporatedが訴訟により倒産した後、同じくテネシー州ブラディービルのIson Aircraftに製造が移管され、さらにインディアナ州ナパニーのJDT Mini-MAXに移管された。JDT Mini-MAXは2012年にTeam Mini-Maxへ社名を変更し、製造拠点もミシガン州ナイルズへと移転した。

## 設計及び開発
Mini-MAXの全てのモデルが、主にドープされた羽布張りの合板ガセット付き木製トラス構造から出来ている。Mini-MAXの完成までの製作時間は、製作するモデルに依って異なる。多くのモデルのコクピットは、風防付き開放型である。V-MAX及び1600R EROSを除く、全モデルに共通で翼幅わずか7.6 m (25 ft)の主翼を備えている。V-MAX及び1600R EROSの主翼は翼幅8.1 m (26.5 ft)である。主翼と水平尾翼は、いずれもストラット支持で、主翼は降着装置との間に、尾翼は水平尾翼と垂直尾翼の間にストラットが入っている。全てのモデルでフェアリング付き尾輪式降着装置を持つ。主翼と主車輪がストラットで接続され、主車輪同士も剛性のある車軸で繋がれているため、空気入りタイヤのみが緩衝機能を提供する。

本機は、当初、最大空虚重量254 lb (115 kg)までの機体を取り扱うアメリカ連邦航空規則第103部 "Ultralight Vehicles"の要件に合致するよう意図されていた。Mini-MAXの当初のウルトラライトモデルでは、空虚重量の要件を達成するために、28 hp (21 kW)のロータックス 277エンジンを搭載していた。現在、Mini-MAXファミリーでアメリカ連邦航空規則で規定されるUltralight Vehiclesの空虚重量要件を満足できるのは、1030F MAX 103及び1100F Mini-MAXにHirth F-33エンジン(28 hp (21 kW))を搭載した場合である。より重いエンジンを搭載した他のモデルの場合は、アメリカ連邦航空規則のExperimental - Amateur-builtに分類される。

Mini-MAXは、JDT Hi-MAXと呼ばれる高翼機版も開発された。Mini-MAXとHi-MAXの設計は、多くの部品と設計コンセプトを共有している。

## 派生型
1030F MAX-103
Hirth F-33エンジン(28 hp (21 kW))を搭載した開放型コクピットの単座中翼機。製造中。製造元が主張する製造時間は300-350時間。
1030R MAX-103
ロータックス 277エンジン(28 hp (21 kW))を搭載した開放型コクピットの単座中翼機。1993年初飛行。製造終了。製造元が主張する製造時間は350時間。2011年までに250機が完成し、飛行した。
1100F Mini-MAX
Hirth F-33エンジン(28 hp (21 kW))を搭載した開放型コクピットの単座中翼機。製造中。製造元が主張する製造時間は250-300時間。
1100R Mini-MAX
ロータックス447エンジン(40 hp (30 kW))エンジンを搭載した開放型コクピットの単座中翼機。1984年初飛行。製造中。製造元が主張する製造時間は350時間。2011年までに600機が完成し、飛行した。
1200Z Z-MAX
Zenoah G-50エンジン(45 hp (34 kW))を搭載した開放型コクピットの単座中翼機。1991年初飛行。製造終了。製造元が主張する製造時間は350時間。2001年までに124機が完成し、飛行した。アメリカでは「ズィー・マックス」と発音される。
1300Z Z-MAX
Zenoah G-50エンジン(45 hp (34 kW))を搭載した密閉型コクピットの単座中翼機。1990年初飛行。製造終了。製造元が主張する製造時間は400時間。2001年までに231機が完成し、飛行した。アメリカでは「ズィー・マックス」と発音される。
1500R Sport
ロータックス447エンジン(40 hp (30 kW))を搭載した開放型コクピットの単座中翼機。1987年初飛行。製造中。製造元が主張する製造時間は300-350時間。2011年までに200機が完成し、飛行した。
1550V V-MAX
フォルクスワーゲン空冷エンジン(50 hp (37 kW))を搭載し、翼幅26.5 ft (8.1 m)の主翼を備えた開放型コクピットの単座中翼機。1993年初飛行。製造中。製造元が主張する製造時間は325-400時間。2011年までに250機が完成し、飛行した。
1600R Sport
ロータックス447エンジン(40 hp (30 kW))を搭載した密閉型コクピットの単座中翼機。1989年初飛行。製造中。製造元が主張する製造時間は325-400時間。2011年までに315機が完成し、飛行した。
1650R EROS
ロータックス503エンジン(50 hp (37 kW))を搭載し、翼幅26.5 ft (8.1 m)の主翼を備えた密閉型コクピットの単座中翼機。製造中。製造元が主張する製造時間は325-400時間。2011年までに300機が完成し、飛行した。

## 性能諸元 (1650R EROS)
出典: Aerocrafter, Kitplanes & JDT website
諸元
- 乗員: 1
- 全長: 4.88 m （16 ft 0 in）
- 全高: 1.52 m （5 ft 0 in）
- 翼幅: 8.08 m（26 ft 6 in）
- 翼面積: 10.96 m2 （118 ft2）
- 空虚重量: 181 kg （400 lb）
- 運用時重量: 318 kg （700 lb）
- 動力: ロータックス 503（英語版） レシプロ2気筒2ストロークエンジン、  50 hp (37 kW)  × 1
- 燃料搭載量: 38 L (10 U.S. gal)

性能
- 超過禁止速度: 177 km/h （96 kn）
- 最大速度: 129 km/h （70 kn） 80 mph
- 巡航速度: 121 km/h （65 kn） 75 mph
- 失速速度: 58 km/h （31 kn） 36 mph
- 航続距離: 232 km （125 NM） 144 mi
- 実用上昇限度: 3,658 m （12,000 ft）
- 上昇率: 6.1 m/s （1,200 ft/min）
- 荷重倍数: + 4.0 / - 2.0

## 関連事項
- Airdrome Eindecker E-III（英語版）
- Ameri-Cana Eureka（英語版）
- Fisher Avenger（英語版）
- FP-303 (航空機)
- Hummel Bird（英語版）
- Hummel CA-2（英語版）